# Папужка різнобарвний
Папужка різнобарвний (Psephotellus varius) — вид папугоподібних птахів родини Psittaculidae. Ендемік Австралії.

## Поширення
Ареал його поширення включає центральну Західну Австралію, південь Північної території, Південну Австралію, південно-західний Квінсленд, захід Нового Південного Уельсу та крайній північний захід Вікторії. Населяє сухі савани і відкриті ліси.

## Опис
Різнобарвний папужка досягає довжини 27-28 см і ваги 55-70 грам.
У самця голова, шия, груди і верхня частина живота блискуче-зелені. Лоб жовтий, на потилиці є червонувата пляма. Нижня частина живота і стегна жовті зі змінним оранжево-червоним забарвленням. Підхвістя зеленувато-жовте. Крила мають фіолетово-блакитні, жовті та синювато-зелені кольори.  Крижі і надхвістя зелені. Червонувато-коричнева смуга проходить по верхній криючій частині хвоста і синьо-зелена лінія по крупу. Центральне пір'я хвоста темно-синє із зеленуватим нальотом. Дзьоб чорнуватий. Вузьке сіре кільце ока проходить навколо коричневої райдужки. Лапи сіро-коричневі. Восковиця рожева.
Голова, спина і крила самиці оливково-зелені. Лоб тьмяно-оранжево-жовтий. На потилиці видно тьмяна червона пляма. Грудка буро-зелена. Нижня частина черева і підхвістя блакитно-зелені. На нижній стороні крил видно світлу смугу. Дзьоб коричнево-сірий.

## Спосіб життя
Живе парами або сімейними групами. Коли в посушливий сезон їжа стає дефіцитом, можуть формуватися зграї до 100 птахів. Основна активність припадає на ранній ранок і пізній вечір. Годується на землі. Харчується насінням, фруктами, ягодами, овочами, жуками та їхніми личинками. Папуги кочують і шукають нові місця проживання, коли джерела води висихають. Спекотні години дня вони проводять на кронах дерев. 
Розмноження відбувається з липня по грудень. Гніздо будує в невеликих дуплах, стовбурах евкаліптів, ущелинах скель або печерах на піщаних берегах. Кладка складається з чотирьох-семи яєць. Висиджує самиця. Інкубація триває 19 днів і в цей час самицю годує самець. Приблизно через 30 днів молоді птахи злітають. Молоді птахи часто залишаються з батьками до наступного виводка.